# Euptychia fetna
Euptychia fetna är en fjärilsart som beskrevs av Butler 1870. Euptychia fetna ingår i släktet Euptychia och familjen praktfjärilar. Inga underarter finns listade i Catalogue of Life.